# Andrés Cunha
Andrés Ismael Cunha Soca là trọng tài bóng đá người Uruguay. Ông được chọn làm trọng tài quốc gia cho Copa América 2015 khi Darío Ubriaco thất bại trong kiểm tra sức khoẻ.
Năm 2014, Ông làm việc trong Uruguayan Clásico giữa hai câu lạc bộ hàng đầu của quốc gia, Nacional và Peñarol.
Trong trận đấu gần đây nhất của mình, Cunha là trọng tài chính cho trận đấu vòng loại Brazil-Peru ở Copa America Centario.